# Mars 1952

## Évènements
- Le Drapeau Blanc birman (guérilla communiste) contre-attaque dans les régions de Sagaing et de Pyinmana (actuelle Naypyidaw), puis est mis en déroute en mai par l'armée gouvernementale.

- 1er mars : élection d’un exécutif collégial en Uruguay.

- 4 mars : 
  - la Chine accuse les Américains d'avoir recours à la guerre bactériologique en Corée.
  - Premier vol du Morane-Saulnier MS.479.

- 8 mars, France : début du gouvernement Antoine Pinay avec une majorité de centre-droit.

- 10 mars : 
  - Début de la grève de Louiseville au Québec.
  - Cuba : coup d'État de Fulgencio Batista qui prend le pouvoir alors qu'il avait promis des élections libres pour contenir les mouvements sociaux et le mécontentement de l’armée obligée de réprimer les grèves. Il sera lui-même renversé par Fidel Castro lors de la révolution cubaine en janvier 1959.
  - Joseph Staline propose une réunification de l’Allemagne, qui serait alors indépendante des deux blocs.

- 15 mars, France : barrage de Tignes.

- 16 mars : accord d’Helsinki. Création du Conseil nordique (Nordisk råd).

- 18 mars : deux chasseurs F-84 Thunderjet de l'USAF réalisent un vol entre les États-Unis et Neubiberg en 4 heures et 48 minutes sans ravitaillement. C'est le plus long vol réalisé à ce jour, par des avions à réaction.

- 19 mars : les Américains Laurence E. Edgar et H.E. Klieforth, sur planeur Pratt-Read, établissent deux records, un d’altitude avec 13 489 m et un autre de gain d’altitude avec 10 493 m.

- 22 mars : fin du rationnement en Espagne[1].

- 24 mars : l’hydravion Laté 631, commandé par le Français B. Souville, effectue le trajet Biscarrosse-Saigon et retour, transportant au total 20 personnes à bord et 29 tonnes de fret

- 26 mars : 
  - Mise en eau du premier village de Tignes (vieux Tignes).
  - Arrestation des ministres tunisiens. Une vague d’arrestations déferle sur le pays. Les nationalistes prennent le maquis (fellagas) et leur terrorisme affronte le terrorisme d’organisations secrètes européennes (la Main Rouge).

## Naissances
- 4 mars : Svend Robinson, politicien et militant canadien.
- 5 mars : Nouria Benghabrit, femme politique algérienne.
- 7 mars : Dominique Mamberti, évêque catholique français de la curie romaine.
- 8 mars : Vladimir Vassioutine, cosmonaute ukrainien († 9 juillet 2002).
- 11 mars : Douglas Adams, écrivain britannique.
- 13 mars : 
  - Didier Raoult, infectiologue et virologue français.
  - Wolfgang Rihm, compositeur allemand († 27 juillet 2024).
- 16 mars : Irwin Keyes, acteur américain († 8 juillet 2015).
- 18 mars : Pat Eddery, jockey irlandais] († 10 novembre 2015).
- 19 mars : Harvey Weinstein, producteur de cinéma américain.
- 21 mars : Christian Penda Ekoka, homme politique et économiste († 8 août 2021).
- 22 mars : Jean-Claude Mourlevat, écrivain français.
- 23 mars : Kim Stanley Robinson, auteur américain de science-fiction.
- 25 mars : Didier Pironi, pilote automobile et motonautique français († 23 août 1987).
- 27 mars : Maria Schneider, actrice française († 3 février 2011).
- 29 mars : Bola Tinubu, homme politique nigérian.

## Décès
- 13 mars : Giovanni Battista Nasalli Rocca di Corneliano, cardinal italien, archevêque de Bologne (° 27 août 1872).